# فيلاسور دي هيريروس
بلدية فيلاسور دي هيريروس (بالإسبانية: Villasur de Herreros)‏, هي إحدى بلديات مقاطعة برغش, التي تقع في منطقة قشتالة وليون, والتي تقع في شمال غرب إسبانيا.
يبلغ عدد سكانها 323 نسمة وفقاً لإحصائية سنة (2002).